# Bologna Football Club 1916-1917
Questa voce raccoglie le informazioni riguardanti il Bologna Football Club nelle competizioni ufficiali della stagione 1916-1917.

## Stagione
Nella stagione 1916-1917, il Bologna prende parte all'unica competizione presente in questo periodo, la Coppa Emilia. Termina il campionato al primo posto assieme al Modena. Disputa poi contro la squadra emiliana uno spareggio in campo neutro per determinare la vincitrice della coppa, perdendolo per 5-1.

## Divise
| Casa | Portiere |

## Rosa
| N. |                   | Ruolo | Calciatore       |
| -- | ----------------- | ----- | ---------------- |
|    | Italia (bandiera) | P     | Antonio Fontana  |
|    | Italia (bandiera) | P     | Aldo Brivio      |
|    | Italia (bandiera) | D     | Enrico Guardigli |
|    | Italia (bandiera) | D     | Gazzotti         |
|    | Italia (bandiera) | D     | Pietro Palmieri  |
|    | Italia (bandiera) | D     | Ernesto Sala     |
|    | Italia (bandiera) | D     | Ugo Fini         |
|    | Italia (bandiera) | D     | Italo Zappoli    |
|    | Italia (bandiera) | D     | Lino Panza       |
|    | Italia (bandiera) | D     | Federico Rossi   |
|    | Italia (bandiera) | C     | Guido Alberti    |

| N. |                   | Ruolo | Calciatore        |
| -- | ----------------- | ----- | ----------------- |
|    | Italia (bandiera) | C     | Mario Della Valle |
|    | Italia (bandiera) | C     | Gino Donati       |
|    | Italia (bandiera) | C     | Angelo Badini     |
|    | Spagna (bandiera) | A     | Natalio Rivas     |
|    | Italia (bandiera) | A     | Emilio Badini     |
|    | Italia (bandiera) | A     | Guido Nanni       |
|    | Italia (bandiera) | A     | Agostino Bianchi  |
|    | Italia (bandiera) | A     | Fernando Pozzi    |
|    | Italia (bandiera) | A     | Gianni Gnudi      |
|    | Italia (bandiera) | A     | Celso Bernini     |

## Risultati

### Coppa Emilia

#### Andata
| Bologna 19 novembre 1916 1ª giornata | Bologna | 8 – 1 | Fortitudo Bologna | Stadio Sterlino |

| Modena 26 novembre 1916 2ª giornata | Audax Modena | 1 – 5 | Bologna | Campo di Viale Tassoni |

| Bologna 3 dicembre 1916 3ª giornata | Bologna | 5 – 2 | Modena | Stadio Sterlino |

| Bologna 10 dicembre 1916 4ª giornata | Bologna | 10 – 1 | Audace Bologna | Stadio Sterlino |

| Bologna 17 dicembre 1916 5ª giornata | Nazionale Emilia | 1 – 13 | Bologna | Campo della Cesoia |

#### Ritorno
| Bologna 24 dicembre 1916 6ª giornata | Fortitudo Bologna | 0 – 7 | Bologna | Campo Salus |

| Bologna 7 gennaio 1917 7ª giornata | Bologna | 3 – 0 | Audax Modena | Stadio Sterlino |

| Modena 14 gennaio 1917 8ª giornata | Modena | 3 – 2 | Bologna | Campo dell’ex Velodromo - Piazza d’Armi |

| Bologna 21 gennaio 1917 9ª giornata | Audace Bologna | – (N.D.) | Bologna | Ippodromo Zappoli |

| Bologna 4 marzo 1917 10ª giornata | Bologna | 9 – 1 | Nazionale Emilia | Stadio Sterlino |

#### Spareggio
| Mantova 25 marzo 1917 | Modena | 5 – 1 | Bologna | Campo dell'Ippodromo Te |

## Statistiche

### Statistiche di squadra
Statistiche aggiornate al 25 marzo 1917.
| Competizione | Punti | In casa | In casa | In casa | In casa | In casa | In casa | In trasferta | In trasferta | In trasferta | In trasferta | In trasferta | In trasferta | Totale | Totale | Totale | Totale | Totale | Totale | DR  |
| Competizione | Punti | G       | V       | N       | P       | Gf      | Gs      | G            | V            | N            | P            | Gf           | Gs           | G      | V      | N      | P      | Gf     | Gs     | DR  |
| ------------ | ----- | ------- | ------- | ------- | ------- | ------- | ------- | ------------ | ------------ | ------------ | ------------ | ------------ | ------------ | ------ | ------ | ------ | ------ | ------ | ------ | --- |
| Coppa Emilia | 20    | 5       | 5       | 0       | 0       | 35      | 5       | 5            | 3            | 0            | 1            | 33           | 10           | 10     | 8      | 0      | 2      | 68     | 15     | +53 |

### Andamento in campionato
| Giornata  | 1 | 2 | 3 | 4 | 5 | 6 | 7 | 8 | 9 | 10 |
| --------- | - | - | - | - | - | - | - | - | - | -- |
| Luogo     | C | T | C | C | T | T | C | T | T | C  |
| Risultato | V | V | V | V | V | V | V | P | - | V  |
| Posizione | 1 | 1 | 1 | 1 | 1 | 1 | 1 | 2 | - | 2  |

Legenda:

Luogo: C = Casa; T = Trasferta. Risultato: V = Vittoria; N = Pareggio; P = Sconfitta.